# Agência Regional de Administração Nacional (Finlândia)
Uma Agência Regional de Administração Nacional (em finlandês:  aluehallintovirasto; em sueco:  regionförvaltningsverket; em inglês:  Regional State Administrative Agency ) é uma agência governamental da Finlândia, com a missão de assegurar serviços básicos à população finlandesa, em cada uma das 6 regiões em que está dividido o território do país.

| Agência Regional de Administração Nacional                          | Centro administrativo principal | Centros administrativos menores |
| ------------------------------------------------------------------- | ------------------------------- | ------------------------------- |
| Agência Regional de Administração da Lapónia                        | Rovaniemi                       |                                 |
| Agência Regional de Administração da Finlândia Setentrional         | Oulu                            |                                 |
| Agência Regional de Administração do Sudoeste da Finlândia          | Turku                           | Mariehamn                       |
| Agência Regional de Administração da Finlândia Meridional           | Hämeenlinna                     | Helsinki, Kouvola               |
| Agência Regional de Administração da Finlândia Ocidental e Interior | Vaasa                           | Tampere, Jyväskylä              |
| Agência Regional de Administração da Finlândia Oriental             | Mikkeli                         | Kuopio, Joensuu                 |